# شبكة حافلات الرباط سلا تمارة
شبكة حافلات الرباط - سلا - تمارة هي شبكة حافلات في المغرب تخدم العاصمة المغربية الرباط بالإضافة إلى تكتلها، والذي يشمل مدن الصخيرات، وتامسنا، ومرس الخير، وسلا الجديدة، وسيدي الطيبي، وسيدي بوقنادل، والسهول، والعرجات، والمنزه، وعين العودة، وصباح، وسيدي يحيى زعير.
تتولى شركة ألزا سيتي باص الإسبانية إدارة شبكة حافلات الرباط - سلا - تمارة منذ يوليو عام 2018 بتفويض من مجموعة العاصمة وهي مؤسسة تشكّلت من تعاون بعض بلديات المنطقة.

## لمحة تاريخية

### هيئة النقل العام بالرباط
في بداية التسعينيات من القرن العشرين كانت عقود الامتياز الممنوحة لمشغلي قطاع النقل الخاص في مدينة الرباط قد انتهت، وعلى الرغم من عدم تجديد هذه العقود، فقد ظل مشغلوا الخدمات يواصلون نشاطهم وكانوا يوفرون الجزء الأكبر من خدمات النقل بالمنطقة من خلال أسطول يتألف من 500 حافلة. وحين أراد مشغلوا الخدمات تجديد عقود الامتيازات، رفضت وزارة الخزانة المغربية التجديد لهم.

### شركة ستاريو
وفي عام 2009 منحت الحكومة المغربية امتياز النقل بالحافلات لشركة ستاريو، وهي شركة تابعة لمجموعة شركات فيوليا للنقل العملاق، ومع ذلك فلم تكُُن الخطة تسير كما هو مخطط لها، فبعد 18 شهرًا من تشغيل الشركة لحافلاتها بالمنطقة، بات من العسير أن تستمر الشركة في مزاولة نشاطها بالمنطقة دون زيادة أسعار التذاكر، وهو الأمر الذي لم يكُن مُمكنًا بسبب التعاقدات مع الحكومة المغربية، وحين ازداد الوضع سوءًا، أعلنت مجموعة فيوليا للنقل أن أن شركتها الفرعية ستاريو ستغادر السوق المغربي.

### مجموعة العاصمة
كان تجمع بلدية العاصمة عبارة عن مؤسسة تعاون بين عدد من البلديات التي تتألف منها جهة الرباط وما حولها تأسست في يونيو عام 2011، ويقع مقرها الرئيسي في شارع وارفيل في حي النهضة بمدينة الرباط، وتضم البلديات التالية:
- بلدية الرباط
- بلدية سلا
- بلدية تمارة
- بلدية هرهورة
- بلدية سيدي يحيى زعير
- بلدية عين عتيق
- بلدية المنزه
- بلدية مرس الخير

كانت مجموعة العاصمة قد طرحت دعوة لتقديم عطاءات للإدارة المفوضة لشبكة الحافلات، وبعد وضع البنود والمواصفات المطلوبة بناءًا على دراسة وخطة النقل الحضري (PDU) التي وضعتها المجموعة بالتعاون مع شركة أبحاث النقل كانت الشركات الوحيدة التي استوفت معايير العطاء هي:
- شركة حافلات ألزا سيتي باص التابعة لمجوعتي شركات النقل ألسا وسيتي باص
- وشركة ترانس إنفست التي كانت مملوكة لمجموعة نقل المدينة.

استطاعت شركة حافلات ألزا سيتي باص في النهاية الحصول على عقد امتياز مُدته 15 عامًا وبدأت أنشطتها في 20 أغسطس عام 2019. كان من المخطط أن تقوم الشركة بتشغيل أسطول يتألف من 350 حافلة جديدة خلال السنة الأولى من التعاقد بهدف الوصول إلى 430 وحدة بعد 8 سنوات من التشغيل. قامت السلطة المفوضة بدعم هذا الجهد بمبلغ 150 مليون درهم، وهو ما يعادل ثمن 100 حافلة. وتم تثبيت سعر التذكرة عند 5 دراهم مغربية خلال السنوات الأربع الأولى من التشغيل، ثُم يتم رفعها لاحقًا إلى 5.5 درهم مغربي قبل أن تصل إلى 6 درهم خلال السنوات الأخيرة من العقد، والذي مدته 15 عامًا مع إمكانية تمديد التعاقد بعد انتهائه لمدة 7 سنوات أخرى.

## الخطوط
تتألف شبكة حافلات الرباط - سلا - تمارة من 44 خطاً مقسمة إلى خطوط هيكلية رئيسية، وخطوط بين البلديات والمناطق الجهوية، وخطوط داخلية في ولايات الرباط وسلا والصخيرات وتمارة.

### الخطوط الهيكليّة
| الخط | الرحلات                                |
| ---- | -------------------------------------- |
| 1    | الرباط - باب شالة ↔ سلا - بوشوك الضحى  |
| 2    | الرباط - باب شالة ↔ سلا - القرية       |
| 3    | الرباط - باب شالة ↔ سيدي الطيبي        |
| 4    | الرباط - باب شالة ↔ سلا - زردال        |
| 4 ب  | سلا - حي السلام ↔ المنطقة الاقتصادية   |
| 5    | الرباط - باب شالة ↔ سلا - سيدي عبدالله |
| 6    | الرباط - باب الحد ↔ تمارة - سوق الجملة |
| 7    | الرباط - باب الحد ↔ تمارة - سوق الجملة |
| 8    | الرباط - باب الحد ↔ عين العودة         |
| 9    | الرباط - القمرة ↔ سلا - القرية         |
| 10   | الرباط - باب شالة ↔ سلا الجديدة        |

### الخطوط بين البلديات والإقليمية
| الخط | الرحلات                                   |
| ---- | ----------------------------------------- |
| 21   | الرباط - باب شالة ↔ سلا الجديدة           |
| 22   | الرباط - باب شالة ↔ سلا - بوشوك           |
| 23   | الرباط - باب شالة ↔ سلا - سيدي عبدالله    |
| 24   | الرباط - باب شالة ↔ سلا - معمورة          |
| 25   | الرباط - عبد المؤمن ↔ سلا - بيت المستقبل  |
| 26   | الرباط - باب شالة ↔ سلا - مزة             |
| 29   | سلا - دوار الجديد ↔ السهول                |
| 31   | الرباط - باب الحد ↔ مرس الخير             |
| 32   | الرباط - باب الحد ↔ هرهورة                |
| 33   | الرباط - باب الحد ↔ شاطئ الصخيرات         |
| 34   | الرباط - باب الحد ↔ عين عتيق              |
| 35   | الرباط - باب الحد ↔ تمارة - المغرب العربي |
| 36   | الرباط - باب الحد ↔ تمارة - المغرب العربي |
| 37   | الرباط - اليوسفية ↔ عين عتيق              |
| 37B  | الرباط - اليوسفية ↔ تمارة - المسيرة       |
| 38   | الرباط - باب الحد ↔ تامسنا                |
| 39   | الرباط - السويسي ↔ النور                  |
| 40   | عين عودة ↔ أم عزة                         |

### الخطوط الداخلية في مدينة الرباط
| الخط | الرحلات                  |
| ---- | ------------------------ |
| 101  | حي الفتح ↔ حي النهضة     |
| 102  | ساحة إيطاليا ↔ حي النهضة |
| 104  | حي الفتح ↔ اليوسفية      |
| 106  | عبد المؤمن ↔ حي الفتح    |
| 107  | باب الحد ↔ حي الفتح      |
| 108  | عبد المؤمن ↔ حي النهضة   |

### الخطوط الداخلية في مدينة سلا
| الخط  | الرحلات                                      |
| ----- | -------------------------------------------- |
| 201   | سيدي بوقنادل - زردال ↔ سلا - تكنوبوليس       |
| ب 201 | سلا - حي السلام ↔ المنطقة الاقتصادية         |
| 202   | سلا - دوار الجديد ↔ سلا - جامعاة محمد الخامس |
| 204   | سلا - بوشوك ↔ سلا الجديدة                    |

### الخطوط الداخلية في مدينة تمارة
| الرحلات | الرحلات                            |
| ------- | ---------------------------------- |
| 303     | تمارة - المغرب العربي ↔ عين العودة |
| 306A    | تمارة - المغرب العربي ↔ صباح       |
| 306B    | تمارة - المغرب العربي ↔ الصخيرات   |

### خطوط خاصة

#### خط الترام-باص
يسمح خط الترام-باص بالانتقال من خط الترام الأول الذي يصل بين محطة ابن سينا ومحطة مدينة العرفان، إلى الحافلة التي تصل إلى مدينة تمارة. ويمكن الوصول إلى خط الترام-باص بتذكرة مجمعة لحافلة الترام.
| Ligne | Parcours                              |
| ----- | ------------------------------------- |
| 30    | محطة الرباط - أكدال ↔ تمارة - المحكمة |

#### خط المطار
يربط خط المطار ما بين محطتي الرباط-أكدال والرباط-فيل بمطار الرباط-سلا في رحلة تستغرق 35 دقيقة فقط وتكلفتها 20 درهم.
| الخط         | الرحلات                                    |
| ------------ | ------------------------------------------ |
| AE-خط المطار | محطة القطار الرباط-أكدال ↔ مطار الرباط-سلا |

## روابط خارجية
- الموقع الرسمي لشركة حافلات ألزا سيتي باص